# Vladimír Kunc
Vladimír Kunc (22. dubna 1952, Kotvrdovice – 1997) byl český hokejový útočník.

## Hokejová kariéra
V československé lize hrál za TJ ZKL/Zetor Brno. Odehrál 9 ligových sezón, nastoupil ve 321 ligových utkáních, dal 75 gólů a měl 65 asistencí. V nižších soutěžích hrál za VTJ Dukla Hodonín, TJ Baník Hodonín, TJ Plastika Nitra, TJ ZVL Skalica, TJ Prostějov a TJ Slovan Rosice.

## Klubové statistiky
| Sezona    | Klub              | Soutěž  | Základní část | Základní část | Základní část | Základní část | Základní část |
| Sezona    | Klub              | Soutěž  | Z             | G             | A             | B             | TM            |
| --------- | ----------------- | ------- | ------------- | ------------- | ------------- | ------------- | ------------- |
| 1971/1972 | VTJ Dukla Hodonín | 2. liga | 38            | 14            | 7             | 21            | 26            |
| 1972/1973 | VTJ Dukla Hodonín | 3. liga | 26            | 12            | 4             | 16            | 41            |
| 1973/1974 | TJ ZKL Brno       | 1. liga | 41            | 6             | 14            | 20            | 28            |
| 1974/1975 | TJ ZKL Brno       | 1. liga | 35            | 7             | 4             | 11            | 24            |
| 1975/1976 | TJ ZKL Brno       | 1. liga | 30            | 10            | 2             | 12            | 22            |
| 1976/1977 | TJ Zetor Brno     | 1. liga | 38            | 4             | 9             | 13            | 26            |
| 1977/1978 | TJ Zetor Brno     | 1. liga | 40            | 8             | 12            | 20            | 18            |
| 1978/1979 | TJ Zetor Brno     | 1. liga | 19            | 5             | 4             | 9             | 12            |
| 1979/1980 | TJ Zetor Brno     | 1. liga | 38            | 8             | 5             | 13            | 22            |
| 1980/1981 | TJ Zetor Brno     | 2. liga | 33            | 13            | 9             | 22            | 30            |
| 1981/1982 | TJ Zetor Brno     | 1. liga | 41            | 17            | 6             | 23            | 44            |
| 1982/1983 | TJ Zetor Brno     | 1. liga | 39            | 10            | 9             | 19            | 42            |
| 1983/1984 | TJ Plastika Nitra | 2. liga | -             | 13            | -             | -             | -             |
| 1984/1985 | TJ Plastika Nitra | 2. liga | -             | 22            | 24            | 46            | -             |
| 1985/1986 | TJ ZVL Skalica    | 2. liga | -             | 8             | 10            | 18            | -             |
| 1986/1987 | TJ Baník Hodonín  | 3. liga | 26            | 5             | 10            | 15            | -             |
| 1987/1988 | TJ Prostějov      | 3. liga | -             | 14            | -             | -             | -             |